# Населення Маврикію
Населення Маврикію. Чисельність населення країни 2015 року становила 1,339 млн осіб (157-ме місце у світі). Чисельність маврикійців стабільно збільшується, народжуваність 2015 року становила 13,29 ‰ (151-ше місце у світі), смертність — 6,91 ‰ (135-те місце у світі), природний приріст — 0,64 % (150-те місце у світі) . 

## Природний рух

### Відтворення
Народжуваність у Маврикії, станом на 2015 рік, дорівнює 13,29 ‰ (151-ше місце у світі). Коефіцієнт потенційної народжуваності 2015 року становив 1,76 дитини на одну жінку (160-те місце у світі).
Смертність в Маврикії 2015 року становила 6,91 ‰ (135-те місце у світі).
Природний приріст населення у країні 2015 року становив 0,64 % (150-те місце у світі).

### Вікова структура

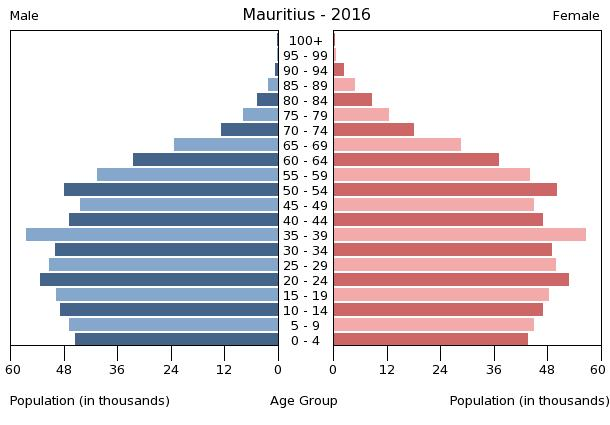
Віково-статева піраміда населення Маврикію, 2016 рік

Середній вік населення Маврикію становить 34,8 року (77-ме місце у світі): для чоловіків — 33,9, для жінок — 35,8 року. Очікувана середня тривалість життя 2015 року становила 75,4 року (100-те місце у світі), для чоловіків — 71,94 року, для жінок — 79,03 року.
Вікова структура населення Маврикію, станом на 2015 рік, має такий вигляд:
- діти віком до 14 років — 20,74 % (141 928 чоловіків, 135 918 жінок);
- молодь віком 15—24 роки — 15,3 % (103 549 чоловіків, 101 469 жінок);
- дорослі віком 25—54 роки — 44 % (294 700 чоловіків, 294 863 жінки);
- особи передпохилого віку (55—64 роки) — 11,15 % (70 810 чоловіків, 78 599 жінок);
- особи похилого віку (65 років і старіші) — 8,81 % (47 900 чоловіків, 70 091 жінка)[1].

### Шлюбність— розлучуваність
Коефіцієнт шлюбності, тобто кількість шлюбів на 1 тис. осіб за календарний рік, дорівнює 8,2; коефіцієнт розлучуваності — 1,4; індекс розлучуваності, тобто відношення шлюбів до розлучень за календарний рік — 17 (дані за 2010 рік). Середній вік, коли чоловіки беруть перший шлюб, дорівнює 29,8 року, жінки — 25,4 року, загалом — 27,6 року (дані за 2000 рік).

## Розселення
Густота населення країни 2015 року становила 627,2 особи/км² (19-те місце у світі).

### Урбанізація
Маврикій середньоурбанізована країна. Рівень урбанізованості становить 39,7 % населення країни (станом на 2015 рік), темпи зменшення частки міського населення — 0,08 % (оцінка тренду за 2010—2015 роки).
Головні міста держави: Порт-Луї (столиця) — 135,0 тис. осіб (дані за 2014 рік).

### Міграції
Річний рівень еміграції 2015 року становив 0 ‰ (88-ме місце у світі). Цей показник не враховує різниці між законними і незаконними мігрантами, між біженцями, трудовими мігрантами та іншими.
Маврикій є членом Міжнародної організації з міграції (IOM).

## Расово-етнічний склад
| Етнічний склад (2015 рік) | Етнічний склад (2015 рік) | Етнічний склад (2015 рік) | Етнічний склад (2015 рік) | Етнічний склад (2015 рік) |
| ------------------------- | ------------------------- | ------------------------- | ------------------------- | ------------------------- |
| Етнос:                    |                           |                           | Відсоток:                 |                           |
| індо-маврикійці           | індо-маврикійці           |                           | 68%                       | 68%                       |
| креоли                    | креоли                    |                           | 27%                       | 27%                       |
| китає-маврикійці          | китає-маврикійці          |                           | 3%                        | 3%                        |
| франко-маврикійці         | франко-маврикійці         |                           | 2%                        | 2%                        |

Головні етноси країни: індо-маврикійці — 68 %, креоли — 27 %, китає-маврикійці — 3 %, франко-маврикійці — 2 % населення.

## Мови
| Мови Маврикію (2012 рік) | Мови Маврикію (2012 рік) | Мови Маврикію (2012 рік) | Мови Маврикію (2012 рік) | Мови Маврикію (2012 рік) |
| ------------------------ | ------------------------ | ------------------------ | ------------------------ | ------------------------ |
| Мова:                    |                          |                          | Відсоток:                |                          |
| англійська               | англійська               |                          | 1%                       | 1%                       |
| креольська               | креольська               |                          | 86.5%                    | 86.5%                    |
| бходжпурі                | бходжпурі                |                          | 5.3%                     | 5.3%                     |
| французька               | французька               |                          | 4.1%                     | 4.1%                     |

Офіційна мова: англійська — рідна мова менше 1 % населення. Інші поширені мови: креольська — 86,5 %, бходжпурі — 5,3 %, французька — 4,1 %, білінгви — 1,4 % (дані на 2011 рік).

## Релігії
| Релігії в Маврикії (2012 рік) | Релігії в Маврикії (2012 рік) | Релігії в Маврикії (2012 рік) | Релігії в Маврикії (2012 рік) | Релігії в Маврикії (2012 рік) |
| ----------------------------- | ----------------------------- | ----------------------------- | ----------------------------- | ----------------------------- |
| Віросповідання:               |                               |                               | Відсоток:                     |                               |
| індуїсти                      | індуїсти                      |                               | 48.5%                         | 48.5%                         |
| католики                      | католики                      |                               | 26.3%                         | 26.3%                         |
| мусульмани                    | мусульмани                    |                               | 17.3%                         | 17.3%                         |
| християни                     | християни                     |                               | 6.4%                          | 6.4%                          |
| інші                          | інші                          |                               | 0.6%                          | 0.6%                          |
| атеїсти                       | атеїсти                       |                               | 0.7%                          | 0.7%                          |
| агностики                     | агностики                     |                               | 0.1%                          | 0.1%                          |

Головні релігії й вірування, які сповідує, і конфесії та церковні організації, до яких відносить себе населення країни: індуїзм — 48,5 %, римо-католицтво — 26,3 %, іслам — 17,3 %, інші течії християнства — 6,4 %, інші — 0,6 %, не сповідують жодної — 0,7 %, не визначились — 0,1 % (станом на 2011 рік).

## Освіта
Рівень письменності 2015 року становив 90,6 % дорослого населення (віком від 15 років): 92,9 % — серед чоловіків, 88,5 % — серед жінок.
Державні витрати на освіту становлять 5 % ВВП країни, станом на 2014 рік (123-тє місце у світі). Середня тривалість освіти становить 15 років, для хлопців — до 15 років, для дівчат — до 16 років (станом на 2014 рік).

## Охорона здоров'я
Забезпеченість лікарями у країні на рівні 1,62 лікаря на 1000 мешканців (станом на 2013 рік). Забезпеченість лікарняними ліжками у стаціонарах — 3,4 ліжка на 1000 мешканців (станом на 2011 рік). Загальні витрати на охорону здоров'я 2014 року становили 4,8 % ВВП країни (145-те місце у світі).
Смертність немовлят до 1 року, станом на 2015 рік, становила 10,3 ‰ (135-те місце у світі); хлопчиків — 12,24 ‰, дівчаток — 8,26 ‰. Рівень материнської смертності 2015 року становив 53 випадків на 100 тис. народжень (99-те місце у світі).
Маврикій входить до складу ряду міжнародних організацій: Міжнародного руху (ICRM) і Міжнародної федерації товариств Червоного Хреста і Червоного Півмісяця (IFRCS), Дитячого фонду ООН (UNISEF), Всесвітньої організації охорони здоров'я (WHO).

### Захворювання
2014 року зареєстровано 8,3 тис. хворих на СНІД (101-ше місце у світі), це 0,92 % населення в репродуктивному віці 15—49 років (49-те місце у світі). Смертність 2014 року від цієї хвороби становила приблизно 500 осіб (88-ме місце у світі).
Частка дорослого населення з високим індексом маси тіла 2014 року становила 18,8 % (105-те місце у світі).

### Санітарія
Доступ до облаштованих джерел питної води 2015 року мало 99,9 % населення в містах і 99,8 % в сільській місцевості; загалом 99,9 % населення країни. Відсоток забезпеченості населення доступом до облаштованого водовідведення (каналізація, септик): в містах — 93,9 %, в сільській місцевості — 92,6 %, загалом по країні — 93,1 % (станом на 2015 рік). Споживання прісної води, станом на 2003 рік, дорівнює 0,73 км³ на рік, або 568,2 тонни на одного мешканця на рік: з яких 30 % припадає на побутові, 3 % — на промислові, 68 % — на сільськогосподарські потреби.

## Соціально-економічне становище
Співвідношення осіб, що в економічному плані залежать від інших, до осіб працездатного віку (15—64 роки) загалом становить 40,6 % (станом на 2015 рік): частка дітей — 27,2 %; частка осіб похилого віку — 13,4 %, або 7,4 потенційно працездатного на 1 пенсіонера. Загалом ці показники характеризують рівень потреби державної допомоги в секторах освіти, охорони здоров'я та пенсійного забезпечення, відповідно. За межею бідності 2006 року перебувало 8 % населення країни. Дані про розподіл доходів домогосподарств у країні відсутні.
Станом на 2016 рік, уся країна електрифікована, усе населення країни мало доступ до електромереж. Рівень проникнення інтернет-технологій середній. Станом на липень 2015 року в країні налічувалось 672 тис. унікальних інтернет-користувачів (175-те місце у світі), що становило 50,1 % загальної кількості населення країни.

### Трудові ресурси
Загальні трудові ресурси 2015 року становили 610,4 тис. осіб (155-те місце у світі). Зайнятість економічно активного населення у господарстві країни розподіляється таким чином: аграрне, лісове і рибне господарства — 9 %; промисловість і будівництво — 30 %; транспорт і зв'язок — 7 %; торгівля, заклади харчування, готелі — 22 %; фінансові установи — 6 %; інша сфера послуг — 25 % (2007 рік). Безробіття 2015 року дорівнювало 7,7 % працездатного населення, 2014 року — 7,8 % (90-те місце у світі); серед молоді у віці 15—24 років ця частка становила 25,1 %, серед юнаків — 20,1 %, серед дівчат — 32,6 % (41-ше місце у світі).

## Кримінал

### Наркотики

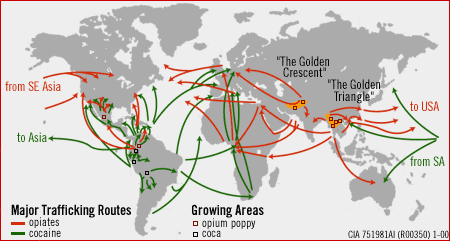
Світові маршрути наркотрафіку

Країна-споживач і перевалочний пункт для південноазійського героїну; вирощується марихуана в невеликій кількості на внутрішній ринок; значна офшорна діяльність потенційно небезпечна для відмивання грошей, але рівень корупції відносно низький, а контроль уряду за банківською галуззю достатній.

### Торгівля людьми
Згідно зі щорічною доповіддю про торгівлю людьми (англ. Trafficking in Persons Report) Управління з моніторингу та боротьби з торгівлею людьми Державного департаменту США, уряд Маврикію докладає значних зусиль у боротьбі з явищем примусової праці, сексуальної експлуатації, незаконною торгівлею внутрішніми органами, але законодавство відповідає мінімальним вимогам американського закону 2000 року щодо захисту жертв (англ. Trafficking Victims Protection Act’s) не повною мірою, країна перебуває у списку другого рівня.

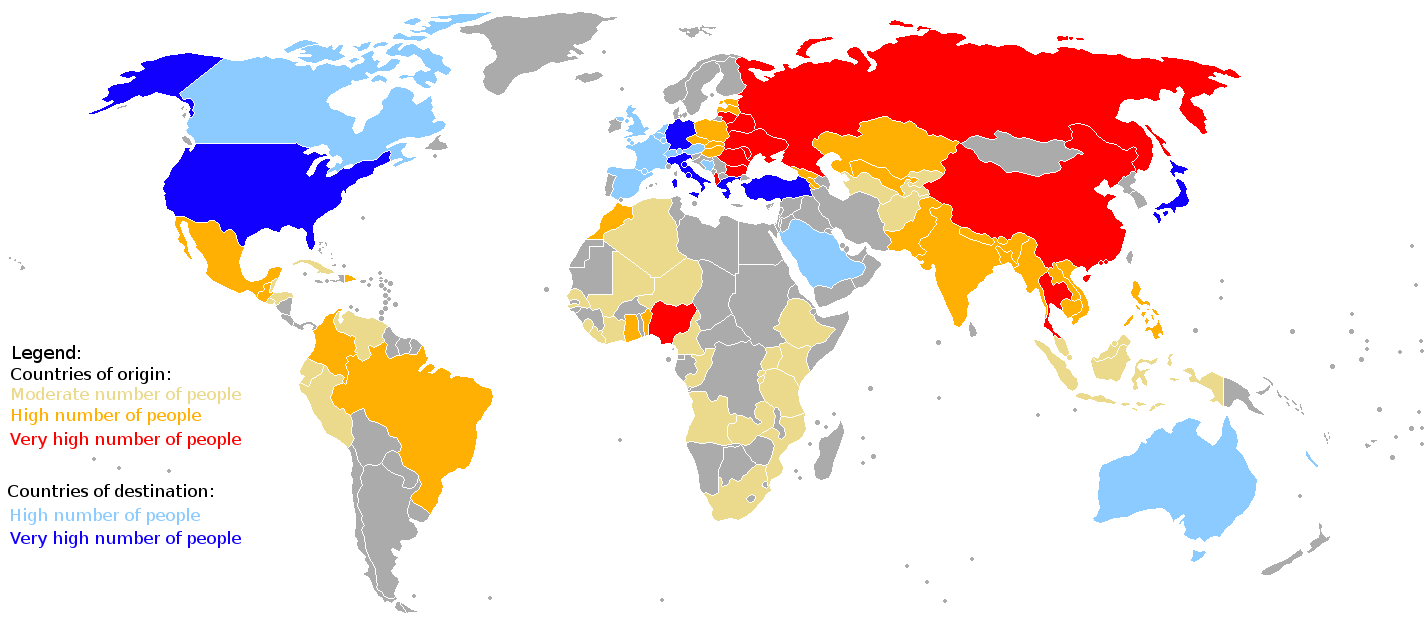
Країни-донори (червоний) і країни-реципієнти кримінальних потоків  (англ.)
Глобальна боротьба з торгівлею людьми (англ.)

## Гендерний стан
Статеве співвідношення (оцінка 2015 року):
- при народженні — 1,05 особи чоловічої статі на 1 особу жіночої;
- у віці до 14 років — 1,04 особи чоловічої статі на 1 особу жіночої;
- у віці 15—24 років — 1,02 особи чоловічої статі на 1 особу жіночої;
- у віці 25—54 років — 1 особи чоловічої статі на 1 особу жіночої;
- у віці 55—64 років — 0,9 особи чоловічої статі на 1 особу жіночої;
- у віці за 64 роки — 0,68 особи чоловічої статі на 1 особу жіночої;
- загалом — 0,97 особи чоловічої статі на 1 особу жіночої[1].

## Демографічні дослідження
Демографічні дослідження у країні ведуться рядом державних і наукових установ:

### Українською
- Атлас. 10—11 клас. Економічна і соціальна географія світу / упорядники :  О. Я. Скуратович, Н. І. Чанцева. — К. : ДНВП «Картографія», 2010. — ISBN 978-966-475-639-3.
- Атлас світу / голов. ред. І. С. Руденко ; зав. ред. В. В. Радченко ; відп. ред. О. В. Вакуленко. — К. : ДНВП «Картографія», 2005. — 336 с. — ISBN 9666315467.
- Безуглий В. В. Економічна і соціальна географія зарубіжних країн : Навчальний посібник. — К. : ВЦ «Академія», 2007. — 704 с. — ISBN 978-966-580-239-6.
- Безуглий В. В., Козинець С. В. Регіональна економічна і соціальна географія світу : Навчальний посібник. — видання 2-ге, доп., перероб. — К. : ВЦ «Академія», 2007. — 688 с. — ISBN 966-580-144-9.
- Головченко В. І., Кравчук О. Країнознавство: Азія, Африка, Латинська Америка, Австралія і Океанія. — К., 2006. — 335 с. — ISBN 966-8939-04-2.
- Гудзеляк І. І. Географія населення: Навчальний посібник / І. Гудзеляк. — Л. : Видавничий центр ЛНУ імені Івана Франка, 2008. — 232 с. — ISBN 978-966-613-599-8.
- Дахно І. І. Країни світу: Енциклопедичний довідник / І. І. Дахно, С. М. Тимофієв. — К. : Мапа, 2011. — 606 с. — (Бібліотека нового українця) — ISBN 978-966-8804-23-6.
- Дахно І. І. Економічна географія зарубіжних країн : навчальний посібник. — К. : Центр учбової літератури, 2014. — 319 с. — ISBN 978-611-01-0682-5.
- Джаман В. О. Регіональні системи розселення: демографічні аспекти. — Чернівці : Рута, 2003. — 392 с. — ISBN 9665685988.
- Дорошенко Л. С. Демографія: Навчальний посібник. — К. : МАУП, 2005. — 112 с. — ISBN 966-608-442-2.
- Дубович І. А. Країнознавчий словник-довідник. — 5-те вид., перероб. і доп. — К. : Знання, 2008. — 839 с. — ISBN 978-966-346-330-8.
- Економічна і соціальна географія країн світу. Навчальний посібник / За ред. Кузика С. П. — Л. : Світ, 2002. — 672 с. — ISBN 966-603-178-7.
- Загальна медична географія світу / В. О. Шевченко [та ін.] — К. : [б.в.], 1998. — 178 с.
- Книш М. М., Мамчур О. І. Регіональна економічна і соціальна географія світу (Латинська Америка та Карибські країни, Африка, Азія, Океанія) : навч. посіб. — Л. : ЛНУ ім. Івана Франка, 2013. — 368 с. — ISBN 978-617-10-0007-0.
- Крисаченко В. С. Динаміка населення: Популяційні, етнічні та глобальні виміри. — К. : Видавництво Національного інституту стратегічних досліджень, 2005. — 368 с. — ISBN 966-554-083-1.
- Любіцева О. О., Мезенцев К. В., Павлов С. В. Географія релігій. — К. : АртЕК, 1999. — 504 с. — ISBN 966-505-006-0.
- Масляк П. О. Країнознавство. — К. : Знання, 2007. — 292 с. — (Вища освіта XXI століття)
- Масляк П. О., Дахно І. І. Економічна і соціальна географія світу / П. О. Масляк, І. І. Дахно ; за ред. П. О. Масляка. — К. : Вежа, 2003. — 280 с. — ISBN 966-7091-53-8.

### Російською
- (рос.) Маврикий // Демографический энциклопедический словарь / главн. ред. Валентей Д. И. — М. : Советская энциклопедия, 1985. — 608 с.
- (рос.) Маврикий // Африка: энциклопедический справочник [в 2-х тт.] / гл. ред. А. Громыко. — М. : Советская энциклопедия, 1987. — Т. 2. — 671 с.
- (рос.) Маврикий // Страны и народы. Африка. Восточная и Южная Африка / Редкол. : М. Б. Горнунг, Г. Б. Старушенко (отв. ред.) и др. — М. : «Мысль», 1981. — 269 с. — (Страны и народы) — 180 тис. прим.
- (рос.) Атлас народов мира / Отв. ред. С. И. Брук и В. С. Апенченко. — М. : ГУГК ГГК СССР и Институт этнографии им. Н. Н. Миклухо-Маклая АН СССР, 1964. — 185 с. — 20 тис. прим.
- (рос.) Численность и расселение народов мира. Этнографические очерки / под ред. С. И. Брука. — М. : Издательство АН СССР, 1962. — 487 с.
- (рос.) Лаппо Г. М. География городов: Учебное пособие для географических факультетов вузов. — М. : Туманит, изд. центр ВЛАДОС, 1997. — 476 с. — ISBN 5-691-00047-0.
- (рос.) Ягельский А. География населения. — М. : Прогресс, 1980. — 383 с.